# Marmoritis
Marmoritis  é um gênero botânico da família Lamiaceae

## Espécies
- Marmoritis complanata
- Marmoritis decolorans
- Marmoritis nivalis
- Marmoritis pharica